# Habrotrocha longiceps
Habrotrocha longiceps är en hjuldjursart som först beskrevs av Murray 1906.  Habrotrocha longiceps ingår i släktet Habrotrocha och familjen Habrotrochidae. Inga underarter finns listade i Catalogue of Life.